# Trichomelanauster
Trichomelanauster is een kevergeslacht uit de familie van de boktorren (Cerambycidae). De wetenschappelijke naam van het geslacht werd voor het eerst geldig gepubliceerd in 1983 door Breuning.

## Soorten
Trichomelanauster is monotypisch en omvat slechts de volgende soort:
- Trichomelanauster albomaculatus Breuning, 1983